# Marta Ribera
Marta Ribera (Girona, 1971) és una actriu principalment dedicada al teatre musical. Després d'haver-se format a Girona cursant des dels 4 anys estudis de dansa clàssica (Royal Academy of Dance), solfeig (Conservatori Isaac Albéniz), dansa contemporània (escola La Nau), interpretació i comèdia musical (Escola de Teatre el Galliner), va deixar la seva ciutat natal el 1993 per estudiar teatre musical a l'escola Memory de Barcelona. Ribera porta activa en el món del teatre des del 1994, quan va interpretar la pantera Bagueera a 'El Llibre de la Seva' de Ricard Reguant. També ha interpretat rellevants papers com el d'Anita a 'West Side Story', sota la mateixa direcció. Altres dels seus grans treballs han sigut els seus papers protagonistes en musicals com 'monty Python ́s Spamalot', 'Cabaret', 'Jeckyll & Hide' o 'Hermanos de sangre'. En aquests i altres muntatges ha treballat sota la direcció de directors de prestigi com Sergi Belbel, Nigel West, Jérôme Savary i Antonio Banderas. Tot i que la major part de la seva carrera s'ha desenvolupat en el teatre i els musicals, especialment a Madrid i en gires per l'estat espanyol, l'actriu gironina també ha interpretat papers destacats a la televisió. El més destacat va ser en la popular sèrie 'Un Paso Adelante', d'Antena 3, on va interpretar el paper d'Eva, la professora de ball, en les temporades 5 i 6. Un altre dels seus treballs en televisió també va ser en la sèrie 'Mis adorables vecinos', el 2004. Per a TV3 va participar en la sèrie 'Zoo' i 'Sota el signe de...'. Ha estat guardonada amb diversos premis i reconeixements tant d'àmbit català com espanyol.

## Teatre
- 1994/95 – El libro de la selva (Bagheera). Dir. Ricard Reguant[1]
- 1995/95 – The Rocky Horror Show, de Richard O'Brien (Magenta). Dir. Ricard Reguant
- 1996/97 – West Side Story, d'Arthur Laurents, Leonard Bernstein i Stephen Sondheim (Anita). Dir. Ricard Reguant
- 1998/99 – Grease, de Jim Jacobs i Warren Casey (Rizzo) Dir. Luis Ramírez
- 1999 - La Magia de Broadway. Dir. Luis Ramirez
- 1999-00 – Peter Pan (Miss Darling). Dir. Luis Ramirez
- 2000-01 – Annie, de Charles Strouse, Martin Charnin i Thomas Meehan (Grace Farrell)
- 2001-02 – Hermanos de sangre, de Willy Russell (Mrs. Johnstone). Dir Luis Ramírez
- 2001 – Falsettos de James Lapine i William Finn (Tina). Dir Luis Ramirez
- 2000-01 – Jekyll & Hyde, de Frank Wildhorn i Leslie Bricusse (Lucy). Dir Luis Ramirez
- 2002-03 – Peter Pan (Narradora i Miss Darling). Dir. Luis Ramirez
- 2006 - La nit de Cole Porter. Dir. Daniel Anglés
- 2007-08 – Cabaret, de John Kander, Fred Ebb i Joe Masteroff (Sally Bowles). Dir. Bt McNicholl[2]
- 2008 - El Quijote contra el Ángel Azul (Doucy Nelle). Dir. Jérôme Savary
- 2008-09 – Monty Python's Spamalot, d'Eric Idle. (La Dama del Llac) Dir. Tricicle. Teatre Victòria, Barcelona
- 2011 - Chicago (Velma Kelly)[3] Dir. Nigel West
- 2012 - El Último Jinete (Al-Kansha). Dir. Víctor Conde
- 2013 - Ay Carmela! (Narradora). Dir. Andrés Lima
- 2014 - The Hole 2[4] (Mª del Mar). Dir. Víctor Conde
- 2015-16 Cabaret, de John Kander, Fred Ebb i Joe Masteroff (Frau Schneider). Dir. Jaime Azplilicueta.
- 2016 - The Hole Zero (Lina). Dir. Víctor Conde
- 2018 - Grandes Éxitos. Dir. Juan Carlos Rubio
- 2019 - El jovencito frankestein. (Elizabeth Benning) Dir. Esteve Ferrer.[5]
- 2021- La vida en pedazos. Dir. Xènia Reguant.
- 2022- Els colors de Duke Ellington. (Coreografia) Dir. Marcel Tomàs.
- 2021-23 - Company. (Joanne) Dir. Antonio Banderas[6]
- 2023-24- The Party. (Janet) Dir. Sergi Belbel
- 2024-25- Gypsy (Rose) Dir. Antonio Banderas[7][8][9]

## Televisió
- 1997 - Sota el signe de Balança (Rosa). Dir. Ricard Reguant. TV3
- 2004/2006 - Un paso Adelante (Eva). Dir. Jesús del Cerro y Juanma Pachón. Antena 3
- 2005 - Mis Adorables Vecinos (Cris). Dir. Pablo Barrera. Antena 3
- 2006 - Fuera de Control (Cris). Dir. Pablo Barrera. TVE1
- 2008 - Zoo (Rocío). Dir. Jesús Segura. TV3

## Curts
- 2005 - Mc Guggin. Dir. Juanma Pachón

## Premis
- Premi Talía de l'Academia de las Artes Escénicas de España - 2025
- Premi Teatro Musical de Madrid com a millor actriu de repartiment - 2016
- Premis Gran Vía de teatre com a millor actriu - 2010[10]
- Premi Butaca com a millor actriu de teatre musical - 2003[11]